# Pedosfera

Diagrama dels processos de bioturbació que tenen lloc a la zona més superficial de la litosfera, que alhora pertany a la pedosfera.

La pedosfera (del grec πέδον [pédon] sòl, terra + σφαίρα [sfaíra] esfera) és la capa més exterior de l'escorça terrestre, la part més superficial de les terres emergides i sota la vegetació, que està formada pel sòl i està subjecta als processos de pedogènesi que originen els sòls. Actua com a integrador de la litosfera, l'atmosfera, la hidrosfera i la biosfera.
El procés de formació del sòl (pedogènesi) pot començar sense l'ajuda de la biologia, però s'accelera significativament en presència de reaccions biològiques. La formació del sòl comença amb la descomposició química i/o física dels minerals per formar el material inicial que se superposa al substrat del llit de roca. La biologia ho accelera en secretar compostos àcids (àcids predominantment fúlvics) que ajuden a trencar la roca. Els pioners biològics particulars són els liquens, les molses i les plantes portadores de llavors, però es produeixen moltes altres reaccions que diversifiquen la composició química de la capa inicial del sòl. Una vegada que els productes de meteorització i descomposició s'acumulen, un cos coherent del sòl permet la migració de fluids tant verticalment com lateralment a través del perfil del sòl, cosa que causa l'intercanvi iònic entre les fases sòlida, líquida i gasosa. A mesura que passa el temps, la geoquímica de la capa de sòl es desviarà de la composició inicial del llit de roca i evolucionarà a una química que reflecteix el tipus de reaccions que hi tenen lloc.

## Meteorització i dissolució de minerals
El procés de formació del sòl està dominat per la meteorització química dels minerals de silicat, ajudat per productes àcids de plantes pioneres i organismes, així com les entrades d'àcid carbònic de l'atmosfera. L'àcid carbònic es produeix a l'atmosfera i les capes del sòl mitjançant la reacció de carbonatació.
{\displaystyle {\ce {H2O + CO2 <=> H+ + HCO3- H2CO3}}}
Aquesta és la forma dominant de meteorització química i ajuda en la descomposició dels minerals carbonats com la calcita i la dolomita i els minerals silicats com el feldespat. La descomposició del Na-feldespat, albita, per àcid carbònic per formar caolinita argila és la següent:
{\displaystyle {\ce {2 NaAlSi3O8 + 2 H2CO3 + 9 H2O <=> 2 Na+ + 2 HCO3- + 4 H4SiO4 + Al2Si2O5(OH)4}}}
L'evidència d'aquesta reacció al camp serien nivells elevats de bicarbonat (HCO−
3), ions de sodi i sílice a l'escorrentia d'aigua.
La descomposició dels minerals carbonatats:
{\displaystyle {\ce {CaCO3 + H2CO3 <=> Ca^2+ + 2 HCO3-}}}
{\displaystyle {\ce {CaCO3 <=> Ca^2+ + CO3^2-}}}
La posterior dissolució d'àcid carbònic (H₂CO₃) i bicarbonat (HCO−
3) produeix gas CO₂. L'oxidació també és una de les principals causes de la descomposició de molts minerals de silicat i la formació de minerals secundaris (diagènesi) al primer perfil del sòl. L'oxidació de l'olivina (FeMgSiO₄) allibera ions Fe, Mg i Si. El Mg és soluble en aigua i es transporta a l'escorrentia, però el Fe sovint reacciona amb l'oxigen per precipitar Fe₂O₃(hematita), l'estat oxidat de l'òxid de ferro. El sofre, un subproducte de la matèria orgànica en descomposició, també reaccionarà amb el ferro per formar pirita (FeS₂) en ambients reductors. La dissolució de la pirita condueix a nivells alts de pH a causa dels ions H+ elevats i la precipitació addicional de Fe₂O₃ en última instància, canviant les condicions redox del medi ambient.

## Biosfera
Les aportacions de la biosfera poden començar amb líquens i altres microorganismes que segreguen àcid oxàlic. Aquests microorganismes, associats amb la comunitat de líquens o que habiten de forma independent a les roques, inclouen una sèrie d'algues verdes-blaves, algues verdes, diversos fongs i nombrosos bacteris. Els líquens han estat considerats durant molt de temps com els pioners del desenvolupament del sòl com suggereix la següent declaració d'Isozaki de 1997:
| « | La conversió inicial de la roca a terra la duen a terme els líquens pioners i els seus successors, les molses, en què els rizoides similars a pèls assumeixen el paper d'arrels en descompondre la superfície en pols fina. | » |

Tot i això, els líquens no són necessàriament els únics organismes pioners ni la forma més primerenca de formació del sòl, ja que s'ha documentat que les plantes amb llavors poden ocupar una zona i colonitzar-la més ràpidament que els líquens. A més, la sedimentació eòlica (generada pel vent) pot produir altes taxes d'acumulació de sediments. Tot i això, els líquens poden suportar condicions més dures que la majoria de les plantes vasculars i, encara que tenen taxes de colonització més lentes, constitueixen el grup dominant en regions alpines.
Els àcids orgànics alliberats per les arrels de les plantes inclouen àcid acètic i àcid cítric. Durant la descomposició de la matèria orgànica, la matèria vegetal allibera àcid fenòlic i els microbis del sòl alliberen àcid húmic i àcid fúlvic. Aquests àcids orgànics acceleren la meteorització química en combinar-se amb alguns dels productes de la meteorització en un procés conegut com a quelació. Al perfil del sòl, aquests àcids orgànics solen concentrar-se a la part superior del perfil, mentre que l'àcid carbònic juga un paper més important cap a la part inferior del perfil o per sota a l'aqüífer.
A mesura que la columna de sòl es desenvolupa en acumulacions més gruixudes, animals més grans arriben a habitar el sòl i continuen alterant l'evolució química del seu respectiu nínxol. Els cucs de terra airegen el sòl i converteixen grans quantitats de matèria orgànica en ric humus, millorant la fertilitat del sòl. Els petits mamífers excavadors emmagatzemen aliments, crien i poden hibernar a la pedosfera, alterant el curs de l'evolució del sòl. Els grans mamífers herbívors transporten nutrients en forma de residus rics en nitrogen i astes riques en fòsfor, mentre que els depredadors deixen munts d'ossos rics en fòsfor a la superfície del sòl, cosa que provoca un enriquiment localitzat del sòl.

## Litosfera
Les condicions primàries per al desenvolupament del sòl estan controlades per la composició química de la roca sobre la qual eventualment es formarà el sòl. Els tipus de roques que formen la base del perfil del sòl són sovint sedimentàries (carbonat o silici), ígnies o metaignies (roques ígnies metamorfosejades) o roques volcàniques i metavolcàniques. El tipus de roca i els processos que condueixen a la seva exposició a la superfície estan controlats per l'entorn geològic regional de l'àrea específica en estudi, que gira al voltant de la teoria subjacent de la tectònica de plaques, la posterior deformació, aixecament, enfonsament i deposició.
Les roques metaignies i metavolcàniques formen el component més gran de cratons i tenen un alt contingut de sílice. Les roques ígnies i volcàniques també tenen un alt contingut de sílice, però amb roques no metamorfosades, la meteorització es torna més ràpida i la mobilització d'ions està més estesa. Les roques amb alt contingut de sílice produeixen àcid silícic com a producte d'intemperisme. Hi ha pocs tipus de roques que condueixin a un enriquiment localitzat d'alguns dels elements biològicament limitants com el fòsfor (P) i el nitrogen (N). La lutita fosfatada (<15% P2 O5) i la fosforita (> 15% P2 O5) es formen en conques anòxiques d'aigües profundes que preserven la matèria orgànica. [4] La pedra verda (metabasalt), la fil·lita i l'esquist alliberen fins a un 30–50% de la reserva de nitrogen. Les successions gruixudes de roques carbonatades sovint es dipositen als marges dels cratons durant l'augment del nivell del mar. La dissolució generalitzada de carbonats i minerals evaporats condueix a nivells elevats de Mg2+, HCO-3, Sr2+, Na+, Cl-y SO2−4 ions en solució aquosa.

## Atmosfera
A la pedosfera és segur assumir que els gasos estan en equilibri amb l'atmosfera. Perquè les arrels de les plantes i els microbis del sòl alliberen CO2 a terra, la concentració de bicarbonat (HCO−
3) a les aigües del sòl és molt més gran que en equilibri amb l'atmosfera, l'alta concentració de CO2 i la presència de metalls en les solucions del sòl dóna com a resultat nivells de pH més baixos al sòl. Els gasos que escapen de la pedosfera a l'atmosfera inclouen els subproductes gasosos de la dissolució del carbonat, la descomposició, les reaccions redox i la fotosíntesi microbiana. Les entrades principals de l'atmosfera són sedimentació de processos eòlics, pluja i difusió de gas. La sedimentació eòlica inclou qualsevol cosa que pugui ser arrossegada pel vent o que romangui suspesa, aparentment indefinidament, a l'aire i inclou una àmplia varietat de partícules d'aerosol, partícules biològiques com pol·len i pols fins a sorra de quars pur. El nitrogen és el component més abundant a la pluja (després de l'aigua), ja que el vapor d'aigua utilitza partícules d'aerosol per a nuclear les gotes de pluja.

## Sòl als boscos
El terra està ben desenvolupat al bosc com ho suggereixen les gruixudes capes d'humus, la rica diversitat d'arbres grans i animals que hi viuen. Als boscos, les precipitacions excedeixen l'evapotranspiració, cosa que resulta en un excés d'aigua que es filtra cap avall a través de les capes del terra. Les velocitats lentes de descomposició condueixen a grans quantitats d'àcid fúlvic, cosa que millora en gran manera la meteorització química. La percolació cap avall, juntament amb la meteorització química, filtra magnesi (Mg), ferro (Fe) i alumini (Al) del sòl i els transporta cap avall, un procés conegut com a podzolització. Aquest procés condueix a contrastos marcats en l'aparença i la química de les capes del sòl.

## Sòl als tròpics
Els boscos tropicals (selves tropicals) reben més insolació i pluja durant temporades de creixement més llargues que qualsevol altre medi ambient a la terra. Amb aquestes temperatures elevades, la insolació i la pluja, la biomassa és extremadament productiva, cosa que porta a la producció de fins a 800 grams de carboni per metre quadrat per any. Les temperatures més altes i les quantitats més grans d'aigua contribueixen a taxes més altes de meteorització química. L'augment de les taxes de descomposició provoca la filtració de quantitats més petites d'àcid fúlvic i la lixiviació de metalls de la zona de meteorització activa. Per tant, en marcat contrast amb el terra als boscos, els boscos tropicals tenen poca o cap podzolització i, per tant, no tenen marcats contrastos visuals i químics amb les capes del terra. En canvi, els metalls mòbils Mg, Fe i Al es precipiten com a minerals d'òxid donant al terra un color vermell rovellat.

## Sòl en praderies i deserts
La precipitació a les pastures és igual o menor que l'evapotranspiració i fa que el desenvolupament del sòl operi en condicions de sequera relativa. Per tant, es redueix la lixiviació i migració dels productes de la intempèrie. Grans quantitats d'evaporació provoquen l'acumulació de calci (Ca) i altres cations grans floculen els minerals argilosos i els àcids fúlvics al perfil superior del terra. L'argila impermeable limita la percolació descendent d'aigua i àcids fúlvics, reduint la meteorització química i la podzolització. La profunditat fins a la concentració màxima de argila augmenta en àrees de major precipitació i lixiviació. Quan disminueix la lixiviació, el calci es precipita com a calcita (CaCO₃) en els nivells més baixos del sòl, una capa coneguda com a calitx.
Els desert es comporten de manera similar a les pastures, però operen en condicions de sequera constant ja que la precipitació és menor que l'evapotranspiració. La meteorització química avança més lentament que a les pastures i sota la capa de calitx hi pot haver una capa de guix i halita. Per estudiar els sòls als deserts, els pedòlegs han utilitzat el concepte de cronoseqüències per relacionar el temps i el desenvolupament de les capes del sòl. S'ha demostrat que el fòsfor (P) es lixivia molt ràpidament del sistema i, per tant, disminueix amb l'edat. A més, l'acumulació de carboni als sòls disminueix a causa de taxes de descomposició més lentes. Com a resultat, es redueixen les taxes de circulació del carboni al cicle biogeoquímic.